# (7539) 1996 XS32
(7539) 1996 XS32 là một tiểu hành tinh vành đai chính. Nó được phát hiện bởi Seiji Ueda và Hiroshi Kaneda ở Kushiro, Hokkaidō, Nhật Bản, ngày 6 tháng 12 năm 1996.